# サマーナイトタウン
『サマーナイトタウン』（Summer Night Town）は、モーニング娘。2枚目のシングル。1998年5月27日に発売された。

## 概要
2期生（保田圭、矢口真里、市井紗耶香）初参加シングル。
オリコンチャート初登場4位を記録。
『ASAYAN』出身アーティストとしては初めてオリコンのトップ5入りを果たした。
別バージョンの音源を加えた12cm盤が2004年12月15日発売の「モーニング娘。EARLY SINGLE BOX」に収録。2005年3月2日に同じものがシングルとして発売。

## 収録曲
全作詞・作曲：つんく
8cm盤
1. サマーナイトタウン
編曲：前嶋康明
2. A MEMORY OF SUMMER '98
編曲：高橋諭一
3. サマーナイトタウン (Instrumental)

12cm盤
1. サマーナイトタウン
2. A MEMORY OF SUMMER '98
3. サマーナイトタウン (Instrumental)
4. サマーナイトタウン (First Live Version)

## 参加メンバー
- 1期：中澤裕子、石黒彩、飯田圭織、安倍なつみ、福田明日香
- 2期：保田圭、矢口真里、市井紗耶香

## 参加ミュージシャン
- 大儀見元 - パーカッション(1)
- 稲葉政裕 - ギター(1)
- 前嶋康明 - キーボード、プログラミング(1)

## カバー
- ココナッツ娘 - シングル「ハレーションサマー／サマーナイトタウン(English Version)」（1999年7月23日）に収録。
- Debbie Ffrench - トリビュートアルバム『カバー・モーニング娘。!』（2001年12月19日）に収録。
- 田中れいな×佐藤優樹 - 配信シングル「サマーナイトタウン」（2022年8月13日）に収録。

## 田中れいな・佐藤優樹のカヴァー
日本の女性歌手・田中れいなと佐藤優樹による「サマーナイトタウン」は、2022年8月13日にアップフロントワークスからデジタル・ダウンロード・シングルとして配信開始。

### 解説
2022年8月12日にM-line clubのYouTubeチャンネル『M-line Music』で公開された田中・佐藤のデュオ動画を13日0時より配信開始。

### シングル収録曲
| #         | タイトル               | 作詞      | 作曲      | 編曲      | 時間 |
| --------- | ---------------------- | --------- | --------- | --------- | ---- |
| 1.        | 「サマーナイトタウン」 | つんく    | つんく    | 前嶋康明  | 3:48 |
| 合計時間: | 合計時間:              | 合計時間: | 合計時間: | 合計時間: | 3:48 |